# Картожани (Ђурђу)
Картожани (рум. Cartojani) насеље је у Румунији у округу Ђурђу у општини Роата Де Жос. Oпштина се налази на надморској висини од 117 m.

## Становништво
Према подацима из 2002. године у насељу је живело 3854 становника.

### Попис2002.
| Расподела становништва по националности 2002.‍ | Расподела становништва по националности 2002.‍ | Расподела становништва по националности 2002.‍ | Расподела становништва по националности 2002.‍ | Расподела становништва по националности 2002.‍ |
| --------------------------------------------- | --------------------------------------------- | --------------------------------------------- | --------------------------------------------- | --------------------------------------------- |
|                                               |                                               |                                               |                                               |                                               |
| Румуни                                        | Румуни                                        |                                               | 3.644                                         | 94,6%                                         |
| Роми                                          | Роми                                          |                                               | 210                                           | 5,4%                                          |